# WWE No Mercy
No Mercy este un eveniment pay-per-view anual de wrestling organizat în luna octombrie de federația World Wrestling Entertainment. Prima ediție a avut loc pe data de 16 mai 1999 în Manchester, Anglia. Evenimentul a fost desființat în 2008 dar în 2016 a revenit ca eveniment al brandului SmackDown iar din 2017 aparține mărci Raw.

## Istoric

### 1999 (UK)
No Mercy 1999 (UK) a avut loc pe data de 16 mai 1999, evenimentul fiind găzduit de Manchester Evening News Arena din Manchester, Anglia.
Acest PPV a fost excluzic pentru Regatul Unit.
Au avut loc următoarele meciuri:
- Tiger Ali Singh l-a învins pe Gillberg (1:05)
  - Singh l-a numărat pe Gillberg.
- Ministry of Darkness (Viscera, Faarooq & Bradshaw) i-au învins pe The Brood (Gangrel, Edge & Christian) (13:49)
  - Bradshaw l-a numărat pe Gangrel după un "Clothesline From Hell"..
- Steve Blackman l-a învins pe Droz (7:53)
  - Blackman l-a făcut pe Droz să cedeze cu un "Inverted Triangle Choke".
- Kane l-a învins pe Mideon (4:36)
  - Kane a fost descalificat după intervenția celor de la Corporate Ministry.
- Nicole Bass a învins-o pe Tori (0:27)
  - Bass a numărat-o pe Tori după un "Chokeslam".
- Shane McMahon l-a învins pe X-Pac, păstrându-și  centura WWF European Championship (8:21)
  - Shane l-a numărat pe X-Pac, după un "Pedigree" a lui Triple H.
- Mr. Ass l-a învins pe Mankind (11:27)
  - Ass l-a numărat pe Mankind după un "Fameasser".
- Steve Austin i-a învins pe The Undertaker și Triple H într-un Anything Goes match, păstrându-și centura de campion WWF (15:07)
  - Austin a câștigat prin pinfall, după ce i-a aplicat lui Triple H un Stone Cold Stunner.

### 1999
No Mercy 1999 a avut loc pe data de 17 octombrie 1999, evenimentul fiind găzduit de Gund Arena din Cleveland, Ohio.
Au avut loc următoarele meciuri:
- The Godfather l-a învins pe Mideon (9:33)
  - Godfather l-a numărat pe Mideon după un "Ho Train" și un "Roll-up".
- The Fabulous Moolah a învins-o pe Ivory câștigând campionatul WWF Womens Championship (5:11)
  - Moolah a numărat-o pe Ivory cu un "Roll-up" după intervenția lui Mae Young.
- The Hollys (Hardcore & Crash) i-au învins pe New Age Outlaws ("Bad Ass" Billy Gunn & Road Dogg) prin descalificare (10:22)
  - New Age Outlaws a-u fost descalificați după ce Gunn i-a aplicat un "Fameasser" pe un scaun lui Crash.
- Chyna l-a învins pe Jeff Jarrett într-un Good Housekeeping Match câștigând centura WWF Intercontinental Championship (14:40)
  - Chyna l-a numărat pe Jarrett după ce l-a lovit cu o chitară.
  - Aceasta a fost ultima luptă a lui Jarrett în WWF.
- The Rock l-a învins pe The British Bulldog (17:21)
  - Rock l-a numărat pe Bulldog după un "People's Elbow".
  - După meci, Triple H l-a lovit pe The Rock cu un baros.
- The New Brood (Matt & Jeff Hardy) i-au învins pe Edge & Christian (27:13)
  - Jeff a desfăcut valiza câștigând meciul.
  - Echipa care câștiga meciul, câștiga $100.000, și servicile lui Terri Runnels ca manager.
- Val Venis l-a învins pe Mankind (8:23)
  - Mankind îi făcea un "Mandible Claw" lui Venis în timp ce acesta îi aplica un "Testicular Claw", căzând Venis peste Mankind și numărândul înconștient.
- X-Pac i-a învins pe Bradshaw, Kane & Farooq într-un Four Corners Elimination match (15:54)
  - X-Pac l-a numărat pe Farooq după un "X-Factor".
- Triple H l-a învins pe Steve Austin într-un Anything Goes match, păstrându-și centura de campion WWF (21:48)
  - HHH a câștigat prin pinfall, după ce The Rock l-a lovit pe Austin cu un baros.

### 2000
No Mercy 2000 a avut loc pe data de 22 octombrie 2000, evenimentul fiind găzduit de Pepsi Arena din Albany, New York.
Au avut loc următoarele meciuri:
- The Dudley Boyz (Bubba Ray & D-Von) a-u câștigat Dudley Boyz Invitational Table match (12:18)
  - Too Cool (Scotty Too Hotty & Grand Master Sexay) i-au învins pe Lo Down (Chaz & D'Lo Brown) (3:54).
  - Tazz & Raven i-au eliminat pe Too Cool după un "double suplex" pe o masă (7:12).
  - The Dudley Boyz i-au eliminat pe Tazz & Raven cu un "Leg Drop" lui Tazz de o masă (9:22).
  - The Dudley Boyz i-au eliminat pe Right to Censor (The Goodfather & Bull Buchanan) cu un "3D" lui Godfather pe o masă (12:18).
- The APA (Bradshaw & Faarooq) & Lita vs. T & A (Test & Albert) & Trish Stratus a terminat făra rezultat
  - Înaintea meciului, APA a-u fost atacați în backstage de T & A. Lita, care era deja în ring, a fost atacată de Trish. T & A apoi, a-u mers în ring să o atace pe Lita dar până când The Hardy Boyz a-u salvato.
- Chris Jericho l-a învins pe X-Pac într-un Steel Cage Match (10:40)
  - Jericho a câștigat meciul după ce a ieșit din cușcă.
- Right to Censor (Val Venis & Steven Richards) i-au învins pe Chyna și Mr. Ass (7:10)
  - Venis a numărat-o pe Chyna după o intervenție a lui Eddie Guerrero.
- Steve Austin vs. Rikishi a terminat fără rezultat într-un No Holds Barred match (9:21)
  - Meciul a fost declarat fără rezultat după ce Austin a încercat să-l calce pe Rikishi cu camionul său.
  - După asta, Austin a fost luat de poliție.
- William Regal l-a învins pe Naked Mideon păstrându-și centura de campion European (6:10)
  - Regal l-a numărat pe Mideon după un "Regal Cutter".
- Los Conquistadores (Uno & Dos) i-au învins pe The Hardy Boyz (Matt & Jeff Hardy) câștigând titlurile WWF Tag Team Championship (10:52)
  - Dos l-a numărat pe Matt după un "Unprettier".
- Triple H l-a învins pe Chris Benoit (18:43)
  - Triple H l-a numărat pe Benoit după un "Low Blow" și un Pedigree.
- Kurt Angle (însoțit de Stephanie McMahon) l-a învins pe The Rock într-un No DQ Match, câștigând centura de campion WWF (21:01)
  - Angle a câștigat prin pinfall, după un "Angle Slam".
  - În timpul meciului, The Rock i-a aplicat un "Rock Bottom" lui Stephanie.
  - În timpul meciului, Triple H i-a aplicat un Pedigree lui The Rock.
  - În timpul meciului, Rikishi a intervenit în favoarea lui The Rock, dar l-a lovit accidental cu un "Savate kick".

### 2001
No Mercy 2001 a avut loc pe data de 21 octombrie 2001, evenimentul fiind găzduit de Scottrade Center din St. Louis, Missouri.
Au avut loc următoarele meciuri:
- Sunday Night HEAT match: The APA (Faarooq & Bradshaw) ia-u învins pe Chris Kanyon & Hugh Morrus
  - Bradshaw l-a numărat pe Kanyon.
- Sunday Night HEAT match: Billy Kidman l-a învins pe Scotty 2 Hotty păstrându-și centura de campion Cruiserweight
  - Kidman l-a numărat pe Hotty.
- The Hardy Boyz i-au învins pe Lance Storm & The Hurricane păstrându-și centurile mondiale pe echipe din WCW (7:42)
  - Matt l-a numărat pe Hurricane după un "Swanton Bomb" a lui Jeff.
- Test l-a învins pe Kane (10:09)
  - Test l-a numărat pe Kane după un "Big Boot".
- Torrie Wilson a învins-o pe Stacy Keibler într-un Lingerie Match (3:08).
  - Torrie a numărat-o pe Stacy după un "Handspring Elbow".
- Edge l-a învins pe Christian într-un Ladder Match câștigând centura de campion Intercontinental (22:16)
  - Edge a desfăcut centura câștigând meciul.
- The Dudley Boyz (Bubba Ray & D-Von) i-au învins pe The Big Show & Tajiri câștigând titlurile WWF Tag Team Championship (9:19)
  - D-Von l-a numărat pe Tajiri după un "3D".
- The Undertaker l-a învins pe Booker T (12:12)
  - Undertaker l-a numărat pe Booker după un "Last Ride".
- Chris Jericho l-a învins pe The Rock câștigând campionatul WCW World Heavyweight Championship (23:44)
  - Jericho l-a numărat pe Rock după un "Breakdown" pe un scaun.
  - În timpul meciului, Stephanie McMahon a intervenit în favoarea lui Jericho dar Rock i-a făcut un "Rock Bottom".
- Steve Austin i-a învins pe Kurt Angle și Rob Van Dam păstrânduși centura de campion WWF (15:17)
  - Austin a câștigat prin pinfall, după un "Stone Cold Stunner" pe Van Dam.
  - În timpul meciului, Vince și Shane McMahon a-u intervenit.

### 2002
No Mercy 2002 a avut loc pe data de 20 octombrie 2002, evenimentul fiind găzduit de Alltel Arena din North Little Rock, Arkansas.
Au avut loc următoarele meciuri:
- Sunday Night HEAT match: The Hurricane l-a învins pe Steven Richards
  - Kidman l-a numărat pe Hotty.
- Chris Jericho & Christian i-au învins pe Booker T & Goldust păstrându-și campionatele World Tag Team Championship (8:46)
  - Jericho l-a numărat pe Goldust după un "Moonsault".
- Torrie Wilson a învins-o pe Dawn Marie (4:40)
  - Torrie a numărat-o pe Marie după un "Swinging Neckbreaker".
- Rob Van Dam l-a învins pe Ric Flair (7:59).
  - RVD l-a numărat pe Flair după un "Five-Star Frog Splash".
- Jamie Noble (însoțit de Nidia) l-a învins pe Tajiri păstrându-și centura de campion Cruiserweight (8:15)
  - Noble l-a numărat pe Tajiri după ce Nidia a intervenit.
- Campionul Mondial Greu Triple H l-a învins pe Campionul Intercontinental Kane într-un Title Unification Match (16:16).
  - HHH l-a numărat pe Kane după un "Pedigree".
  - Cu acest rezultat, campionatul intercontinental a devenit inactiv.
- Kurt Angle & Chris Benoit i-au învins pe Rey Mysterio & Edge devenind primi campioni WWE Tag Team Championship (22:03)
  - Angle l-a făcut pe Edge să cedeze cu un "Angle Lock".
  - Acest meci a fost finala unui turneu pentru a deveni primi campioni.
- Trish Stratus a învins-o pe Victoria păstrându-și campionatul WWE Women's Championship (5:31)
  - Stratus a numărato pe Victoria cu un "Roll-Up".
- Brock Lesnar (însoțit de Paul Heyman) l-a învins pe The Undertaker într-un Hell in a Cell Match păstrânduși centura de campion WWE (27:18)
  - Lesnar l-a numărat pe Undertaker după un "F-5".
  - În timpul meciului, Heyman a intervenit în favoarea lui Lesnar.

### 2003
No Mercy 2003 a avut loc pe data de 19 octombrie 2003, evenimentul fiind găzduit de 1st Mariner Arena din Baltimore, Maryland.
Au avut loc următoarele meciuri:
- Sunday Night HEAT match: Billy Kidman l-a învins pe Shannon Moore (5:12).
  - Kidman l-a numărat pe Moore după un "Top Rope BK Bomb".
- Tajiri l-a învins pe Rey Mysterio păstrându-și centura de campion Cruiserweight (11:51)
  - Tajiri l-a numărat pe Mysterio după un "Buzzsaw Kick".
  - Akio & Sakoda și-au făcut debutul distrăgândul pe Mysterio.
- Chris Benoit l-a învins pe A-Train (12:33)
  - Benoit l-a făcut pe Train să cedeze cu un "Sharpshooter".
- Zach Gowen l-a învins pe Matt Hardy (5:28).
  - Gowen l-a numărat pe Hardy după un "Unisault".
- The Basham Brothers (Doug & Danny) (însoțiti de Shaniqua) i-au învins pe The APA (Faarooq & Bradshaw) (8:54)
  - Doug l-a numărat pe Bradshaw după ce Shaniqua l-a lovit cu o țeavă.
- Vince McMahon (însoțit de Sable) a învins-o pe Stephanie McMahon (însoțită de Linda McMahon) într-un "I Quit" Match (9:24).
  - Vince a câștigat după ce Linda a aruncat prosopul atunci când Vince a început să o lovească cu o țeavă.
- Kurt Angle l-a învins pe John Cena (18:25)
  - Angle l-a făcut pe Cena să cedeze cu un "Angle Lock".
- The Big Show l-a învins pe Eddie Guerrero câștigând campionatul WWE United States Championship (11:25)
  - Big Show l-a numărat pe Guerrero după un "Chokeslam".
- Brock Lesnar l-a învins pe The Undertaker într-un Biker Chain Match păstrânduși centura de campion WWE (24:17)
  - Lesnar l-a numărat pe Undertaker după ce l-a lovit cu lanțul de la bicicletă.
  - The F.B.I. și Vince McMahon a-u intervenit în favoarea lui Lesnar.

### 2004
No Mercy 2004 a avut loc pe data de 3 octombrie 2004, evenimentul fiind găzduit de Continental Airlines Arena din East Rutherford, New Jersey.
Au avut loc următoarele meciuri:
- Sunday Night HEAT match: Mark Jindrak l-a învins pe Scoty 2 Hotty (2:45).
  - Jindrak l-a numărat pe Hotty după un "Left Hook Knock-Out Punch".
- Eddie Guerrero l-a învins pe Luther Reigns (însoțit de Mark Jindrak) (13:21)
  - Guerrero l-a numărat pe Reigns după un  "Frog Splash".
- Spike Dudley (însoțit (de Bubba Ray Dudley & D-Von Dudley) l-a învins pe Nunzio păstrându-și centura de campion Cruiserweight (8:48)
  - Dudley l-a numărat pe Nunzio după ce Bubba l-a lovit într-e picioare de colțul ringului.
- Billy Kidman l-a învins pe Paul London (10:36).
  - Kidman l-a numărat pe London după un "Shooting Star Press".
- Kenzo Suzuki & René Duprée (însoțiti de Hiroko Suzuki) i-au învins pe Rey Mysterio & Rob Van Dam păstrându-și campionatele WWE Tag Team Championship (9:13)
  - Suzuki l-a numărat pe Mysterio după ce Dupree l-a atacat când acesta încerca un "Droppin' Da Dime".
- The Big Show l-a învins pe Kurt Angle (13:10).
  - Big Show a câștigat după un "Chokeslam".
  - Mai întâi, Show câștigase prin count out dar managerul general al SmackDown Teddy Long i-a ordenat lui Angle să continue meciul.
- John Cena l-a învins pe Booker T într-un Best of Five Series (5) câștigând campionatul WWE United States Championship (18:25)
  - Cena l-a numărat pe Booker după un "FU".
  - Cena a reușit să câștige al treilea meci din cinci [3 - 2].
- Charlie Haas, Rico & Miss Jackie i-au învins pe The Dudley Boyz (Bubba Ray & D-Von) & Dawn Marie (8:45).
  - Rico l-a numărat pe D-Von după un "Moonsault".
- John "Bradshaw" Layfield l-a învins pe The Undertaker într-un Last Ride Match păstrânduși centura de campion WWE (20:35)
  - JBL a câștigat meciul după ce Heidenreich și el l-au bagat pe Taker în mașina funerară după un "Clothesline From Hell".

### 2005
No Mercy 2005 a avut loc pe data de 9 octombrie 2005, evenimentul fiind găzduit de Toyota Center din Houston, Texas.
Au avut loc următoarele meciuri:
- Sunday Night HEAT match: William Regal & Paul Burchill i-au învins pe Paul London și Brian Kendrick.
- The Legion of Doom (Road Warrior Animal & Heidenreich) & Christy Hemme i-au învins pe MNM (Joey Mercury, Johnny Nitro & Melina). (6:28)
  - Hemme a numărat-o pe Melina după un Doomsday Device.
- Bobby Lashley l-a învins pe Simon Dean (2:11)
  - Lashley l-a numărat pe Dean după un "Dominator".
- Chris Benoit i-a învins pe Booker T, Christian & Orlando Jordan păstrându-și campionatul WWE United States Championship(10:36).
  - Benoit l-a făcut pe Christian să cedeze cu un "Sharpshooter".
- Mr. Kennedy l-a învins pe Hardcore Holly (8:27)
  - Kennedy l-a numărat pe Holly după un "Green Bay Plunge".
- John "Bradshaw" Layfield (însoțit de Jillian Hall) l-a învins pe Rey Mysterio (11:23).
  - JBL l-a numărat pe Mysterio după un "Clothesline from Hell".
- Randy Orton & Bob Orton l-au învins pe The Undertaker într-un Casket Match (24:15)
  - Orton l-a băgat pe Taker în coșciug câștigând meciul.
  - După meci, Orton și tatăl său i-au dat foc la coșciug dar când l-au deschis Taker nu mai era în el.
- Juventud Guerrera (însoțit de Psicosis & Super Crazy) l-a învins pe Nunzio (însoțit de Vito) câștigând centura de campion Cruiserweight (6:31).
  - Juventud l-a numărat pe Nunzio după un "Juvi Driver".
- Batista l-a învins pe Eddie Guerrero păstrânduși campionatul WWE World Heavyweight Championship (18:41)
  - Batista l-a numărat pe Guerrero după un Spinebuster.
  - Aceasta a fost ultimul PPV a luI Guerrero în WWE, din cauza decesului său.

### 2006
No Mercy 2006 a avut loc pe data de 8 octombrie 2006, evenimentul fiind găzduit de RBC Center din Raleigh, North Carolina.
Au avut loc următoarele meciuri:
- Dark match: Jimmy Wang Yang l-a învins pe Sylvan Grenier (5:09).
  - Yang l-a numărat pe Sylvan.
- Matt Hardy a învins campionul Cruiserweight Gregory Helms (13:07)
  - Hardy l-a numărat pe Helms după un "Twist of Fate".
  - Campionatul lui Helms nu a fost pus în joc.
- Paul London și Brian Kendrick (însoțiți de Ashley Massaro) i-au învins pe K.C. James & Idol Stevens (însoțiți de Michelle McCool) păstrându-și campionatele WWE Tag Team Championship (9:35)
  - Kendrick l-a numărat pe Stevens după un "London Calling" a lui London.
- Montel Vontavious Porter l-a învins pe Marty Garner (2:28).
  - MVP l-a numărat pe Garner după un "Playmaker". Aceasta a fost prima luptă a lui MVP în WWE.
- Campionul Statelor Unite Mr. Kennedy l-a învins pe The Undertaker prin descalificare (20:34)
  - Undertaker a fost descalificat după ce l-a lovit cu campionatul pe Kennedy.
  - După meci, Undertaker i-a aplicat un "Tombstone Piledriver" lui Kennedy și arbitrului.
- Rey Mysterio l-a învins pe Chavo Guerrero (însoțit de Vickie Guerrero) într-un Falls Count Anywhere match (12:10).
  - Mysterio l-a numărat pe Chavo după un "Crossbody" de pe o scară.
- Chris Benoit l-a învins pe William Regal (11:16)
  - Benoit l-a făcut pe Regal să cedeze cu un "Crippler Crossface".
- King Booker (însoțit de Queen Sharmell) i-a învins pe Bobby Lashley, Batista & Finlay păstrânduși campionatul WWE World Heavyweight Championship (16:52)
  - Booker l-a numărat pe Finlay după un "Batista Bomb" a lui Batista.

### 2007
No Mercy 2007 a avut loc pe data de 7 octombrie 2007, evenimentul fiind găzduit de Allstate Arena din Rosemont, Illinois.
Au avut loc următoarele meciuri:
- Dark match: Hardcore Holly l-a învins pe Cody Rhodes
  - Holly l-a numărat pe Rhodes după un "Alabama Slam".
- Triple H l-a învins Randy Orton câștigând campionatul WWE Championship (11:25)
  - HHH l-a numărat pe Orton cu un "Roll-Up".
  - Înițial, John Cena urma să apere centura într-un Last man Standing match împotriva lui Orton, dar din cauza accidentări sale campionatul a rămas vacant și meciul a fost anulat. Prin urmare, Vince McMahon ia acordat titlul lui Orton, dar Triple H la convins să-l apere în fața lui.
- Mr. Kennedy, Lance Cade și Trevor Murdoch i-au învins pe Jeff Hardy, Paul London și Brian Kendrick (8:06)
  - Kennedy l-a numărat pe London după un "Green Bay Plunge".
- CM Punk l-a învins pe Big Daddy V (c/Matt Striker) prin descalificare păstrându-și campionatul ECW Championship (1:37).
  - Daddy V a fost descalificat după ce Striker l-a atacat pe Punk.
- Triple H l-a învins pe Umaga păstrându-și campionatul WWE Championship (6:33)
  - Triple H l-a numărat pe Umaga după un "Pedigree".
  - Inițial campionatul nu era în joc dar după ce HHH l-a câștigat înainte în acea seară, s-a determinat ca meciul să fie pentru titlu.
- Rey Mysterio vs. Finlay a terminat fără rezultat (8:27).
  - Arbitrul a oprit meciul după ce Finlay s-a lovit periculos la cap.
  - După meci, Finlay la atacat pe Mysterio.
- Beth Phoenix a învins-o pe Candice Michelle câștigând campionatul WWE Women's Championship (4:32)
  - Phoenix a numărato pe Michelle după un "Fisherman's Suplex".
- Batista l-a învins pe The Great Khali într-un Punjabi Prison Match păstrându-și campionatul WWE World Heavyweight Championship (14:35)
  - Batista a câștigat după ce a ieșit din structură.
- Randy Orton l-a învins pe Triple H într-un Last Man Standing Match câștigând campionatul WWE Championship (20:15)
  - Orton a câștigat după ce HHH nu sa mai putut ridica de jos până la numărătoarea de 10, după un RKO pe o masă.
  - Orton și-a folosit clauza de revanșă în acea seară cu stipulația înainte menționată.

### 2008
No Mercy 2008 a avut loc pe data de 5 octombrie 2008, evenimentul fiind găzduit de Rose Garden din Portland, Oregon.
Au avut loc următoarele meciuri:
- Dark match: Carlito & Primo Colon i-au învins pe John Morrison & The Miz
- Matt Hardy l-a învins Mark Henry păstrânduși campionatul ECW Championship (11:52)
  - Hardy la numărat pe Henry după un "Twist of Fate".
- Beth Phoenix (însoțită de Santino Marella a învinso pe Candice Michelle păstrânduși campionatul Women's Championship (5:26)
  - Phoenix l-a numărat pe Michelle după un "Glam Slam".
- Rey Mysterio l-a învins pe Kane prin descalificare (9:55).
  - Kane a fost descalificat după ce l-a lovit pe Mysterio cu un scaun
- Batista l-a învins pe JBL câștigând o șansă pentru campionatul WWE World Heavyweight Championship (5:32)
  - Batista l-a numărat pe JBL după un "Batista Bomb".
- The Big Show l-a învins pe Undertaker (10:40).
  - Arbitrul a oprit meciul după ce Big Show l-a lovit cu pumnul în nucă
- Triple H l-a învins pe Jeff Hardy păstrându-și campionatul WWE Championship (17:00)
  - HHH l-a numărat pe Hardy cu un "Roll-Up".
- Chris Jericho l-a învins pe Shawn Michaels într-un Ladder Match păstrându-și campionatul WWE World Heavyweight Championship (22:00)
  - Jerichoa a câștigat după ce a desfăcut centura.
  - În timpul meciului, Lance Cade a intervenit în favoarea lui Jericho.

### 2016
No Mercy 2016 a avut loc pe data de 9 octombrie 2016, evenimentul fiind găzduit de Golden 1 Center din Sacramento, California.
Au avut loc următoarele meciuri:
- Kick-Off: American Alpha (Chad Gable & Jason Jordan) & The Hype Bros (Zack Ryder & Mojo Rawley) i-au învins pe The Ascension (Konnor & Viktor) & The Vaudevillains (Aiden English & Simon Gotch) (9:10)
  - Jordan l-a numărat pe English după un «Grand Amplitude».
- AJ Styles i-a învins John Cena și Dean Ambrose păstrânduși campionatul WWE Championship (21:15)
  - Styles l-a numărat pe Cena după ce la lovit cu un scaun.
- Nikki Bella a învinso pe Carmella (8:06)
  - Nikki a numărato pe Carmella după un «Rack Attack 2.0».
- Heath Slater & Rhyno i-au învins pe The Usos păstrându-și campionatele SmackDown Tag Team Championship (10:17).
  - Rhyno l-a numărat pe Jimmy după un «Gore».
- Baron Corbin l-a învins pe Jack Swagger (7:28)
  - Corbin l-a numărat pe Swagger după un «End of Days».
- Dolph Ziggler l-a învins pe The Miz (însoțit de Maryse) într-un Title vs. Career Match câștigând titlul WWE Intercontinental Championship (19:42).
  - Ziggler l-a numărat pe Miz după un «Superkick».
- Naomi a învinso pe Alexa Bliss (5:24)
  - Naomi a numărato pe Bliss cu un "Roll-Up".
- Bray Wyatt l-a învins pe Randy Orton (15:42)
  - Wyatt l-a numărat pe Orton după un «Sister Abigail».
  - În timpul meciului, Luke Harper și-a făcut întoarcerea luândui atenția lui Orton.

### 2017
No Mercy 2017 a avut loc pe data de 24 septembrie 2017, evenimentul fiind găzduit de Staples Center din Los Angeles, California.
Au avut loc următoarele meciuri:
- Kick-Off: Elias l-a învins pe Apollo Crews (însoțit de Titus O'Neil) (8:34)
  - Elias l-a numărat pe Apollo după un «Drift Away».
- The Miz l-a învins Jason Jordan păstrânduși campionatul WWE Intercontinental Championship (10:15)
  - Miz l-a numărat pe Jordan după un «Skull Crushing Finale».
- Finn Balor l-a învins pe Bray Wyatt (11:35)
  - Balor l-a numărat pe Wyatt după un «Coup de Grâce».
- Dean Ambrose & Seth Rollins i-au învins pe Cesaro & Sheamus păstrându-și campionatele Raw Tag Team Championship (15:55).
  - Ambrose l-a numărat pe Sheamus după un «Dirty Deeds».
- Alexa Bliss le-a învins pe Nia Jax, Sasha Banks, Emma (wrestler) și Bayley păstrându-și titlul Raw Women's Championship (9:40).
  - Bliss a numărato pe Bayley după un «Bliss DDT».
- Roman Reigns l-a învins pe John Cena (22:05)
  - Reigns l-a numărat pe Cena după un «Spear».
- Enzo Amore l-a învins pe Neville câștigând campionatul WWE Cruiserweight Championship (10:40)
  - Amore l-a numărat pe Neville după un «Low Blow».
- Brock Lesnar l-a învins pe Braun Strowman păstrânduși campionatul WWE Universal Championship (9:00)
  - Lesnar l-a numărat pe Strowman după un «F-5».